# 1986-os cannes-i filmfesztivál
A 39. Cannes-i Nemzetközi Filmfesztivál 1986. május 8. és 19. között került megrendezésre, Sydney Pollack amerikai filmrendező elnökletével. A hivatalos versenyprogramban 21 nagyjátékfilm és 13 rövidfilm szerepelt; versenyen kívül 10, míg az Un certain regard szekcióban 19 alkotást vetítettek. A párhuzamos rendezvények Kritikusok Hete szekciójában 7 filmet mutattak be, a Rendezők Kéthete elnevezésű szekció keretében pedig 18 nagyjátékfilm vetítésére került sor.

## Az 1986. évi fesztivál
A megnyitó díszelőadáson Roman Polański Kalózok című, versenyen kívül meghívott kalandfilmjét vetítették, amely mind hangulatában, mind pedig témáját illetően különbözött a hivatalos program többi alkotásától. Tematikáját illetően ugyanis két – egymástól nagyon eltérő – erkölcsi irányultság dominált: az egyik vallási elkötelezettségről, a hit szerepéről tett tanúbizonyságot (A misszió, Thérese története, Áldozathozatal), a másik viszont a szexuális perverziók és a nemi szabadosság bemutatásával a provokációt helyezte előtérbe: az I Love You a fetisizmusról, a Szerelmem, Max zoofíliáról, az Estélyi ruha pedig a homoszexualitásról és a prostitúcióról szólt.

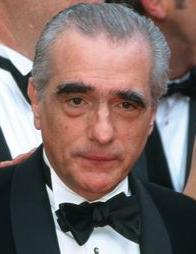
Martin Scorsese, a legjobb rendező

A jeles művészekből összeállított zsűri döntését a kritikusok erősen támadták, A misszió Arany Pálmája és technikai nagydíja miatt még az a vád is elhangzott, hogy a döntés vélhetően már azelőtt megszületett, hogy a fesztivál elkezdődött volna… A kritika általános véleménye szerint túlságosan intellektuális és akadémikus (következésképpen „unalmas”) filmek részesültek elismerésben. Az ide sorolt fődíjas film mellett a zsűri külön nagydíját, valamint a nemzetközi kritikusok díját vehette át az ekkor már súlyosan beteg Andrej Tarkovszkij, utolsó alkotásáért, az Áldozathozatalért. A zsűri díját kapta a Thérese története, míg a legjobb rendezés díját Martin Scorsese Lidérces órák című filmszatírája. Barbara Sukowa Rosa Luxemburg alakjának megformálásáért, Fernanda Torres pedig az Eu Sei Que Vou Te Amar című filmben nyújtott alakításáért vehette át a legjobb női alakítás díját. A legjobb férfi alakítás díját kapta Bob Hoskins a Mona Lisa, Michel Blanc pedig az Estélyi ruha főszerepéért.
Versenyen kívül is neves rendezők filmjeit tűzték műsorra: az említett Polański mellett Carlos Saura (Bűvös szerelem), akinek alkotását a fesztivállátogatók a filmes esemény záró vetítésén láthatták, továbbá Steven Spielberg (Bíborszín), Woody Allen (Hannah és nővérei), Orson Welles (Don Quijote de Orson Welles), valamint ekkor mutatták be Claude Lelouch hajdani filmsikerének folytatását, az Egy férfi és egy nő 20 év múlva című romantikus drámát. A 40 évvel korábban megrendezett 1. cannes-i nemzetközi filmfesztiválra emlékezve és egyben a brit filmművészet előtt is tisztelegve vetítették le az 1946-os év egyik sikerfilmje, a Diadalmas szerelem felújított kópiáját.
A rövidfilmek versenyében két rendezőnő vitte a prímet: Nicole Garcia (15 aôut) és Jane Campion (Lecke fegyelemből). Az Arany Pálmát a 32 éves ausztrál rendezőnő nyerte el, akinek egyébként további két rövidfilmje és egy nagyjátékfilmje szerepelt az Un Certain Regard szekció választékában.
Az 1985-86-os európai – különösen a franciaországi – terrorcselekmények elijesztették az amerikaiakat, akik emiatt rendkívül alacsony számban látogattak el a fesztiválra. A sztárok és filmkészítők közül szinte csak azok mentek el Cannes-ba, akik szakmailag érintve voltak. A főként európai fesztivállátogatók zömét is inkább franciák tették ki. Az ügyeletes starlette Béatrice Dalle fotómodell volt, akivel akkortájt forgatták első filmjét, a Betty Blue-t. A filmekben viszont filmcsillagok sora volt látható: Robert De Niro és Jeremy Irons (A misszió), Bob Hoskins, Michael Caine és Cathy Tyson (Mona Lisa), Gérard Depardieu, Michel Blanc és Miou-Miou (Estélyi ruha), Kim Basinger (Szerelem bolondjai), Catherine Deneuve (Ahol a bűn lakozik), Charlotte Rampling, Anthony Higgins és Victoria Abril (Szerelmem, Max). Két operaénekes is fellelhető az ünnepeltek között: Plácido Domingo és Katia Ricciarelli a Verdi: Otello című operafilmben. Tapsot aratott Orson Welles, a saját rendezésű Don Quijote-filmben, továbbá Jon Voight (Szökevényvonat, Sivatagi felhő), Max von Sydow, Woody Allen és Mia Farrow (Hannah és nővérei), Isabelle Adjani (T'as de beaux escaliers tu sais…), Whoopi Goldberg (Bíborszín), Polański „főkalóza”, Walter Matthau, valamint a húsz év után ismét összehozott férfi és nő: Jean-Louis Trintignant és Anouk Aimée. Mind alakításával, mind pedig zenéjével elismerést váltott ki David Bowie (Abszolút kezdők).
A Rendezők Kéthete szekció vetítéssorozatát Denys Arcand kanadai rendező Az amerikai birodalom hanyatlása című, Oscar-díjas sikerfilmjével nyitották meg a Croisette Palotában. A mezőnyből kiemelkedő film volt a Dolgozó lányok (Lizzie Borden), a Kaktusz (Paul Cox), a Sid és Nancy (Alex Cox), valamint Marushka Detmers fellációs jelenete miatt hatalmas botrányt kavart Marco Bellochio-film, A test ördöge.
A magyar filmművészetet Varga Csaba 8 perces fekete-fehér animációs filmje, A szél képviselte a hivatalos program rövidfilmversenyében, illetve Erdőss Pál Visszaszámlálás című szociodrámája a Rendezők Kéthete szekcióban. A fesztivál magyar vonatkozásként meg kell említeni, hogy zsűritagnak kérték fel Szabó István filmrendezőt és a magyar származású Oscar-díjas díszlettervezőt, Trauner Sándort, továbbá, hogy a retrospektív vetítésen bemutatott film egyik társszerzője a miskolci születésű brit forgatókönyvíró, filmrendező és producer, Emeric Pressburger (Pressburger Imre József) volt. A fesztiválra kiutazott hivatalos magyar filmdelegáció tagjai: Szabó István rendező, zsűritag, Eperjes Károly színész, valamint Erdőss Pál és Varga Csaba filmrendezők.

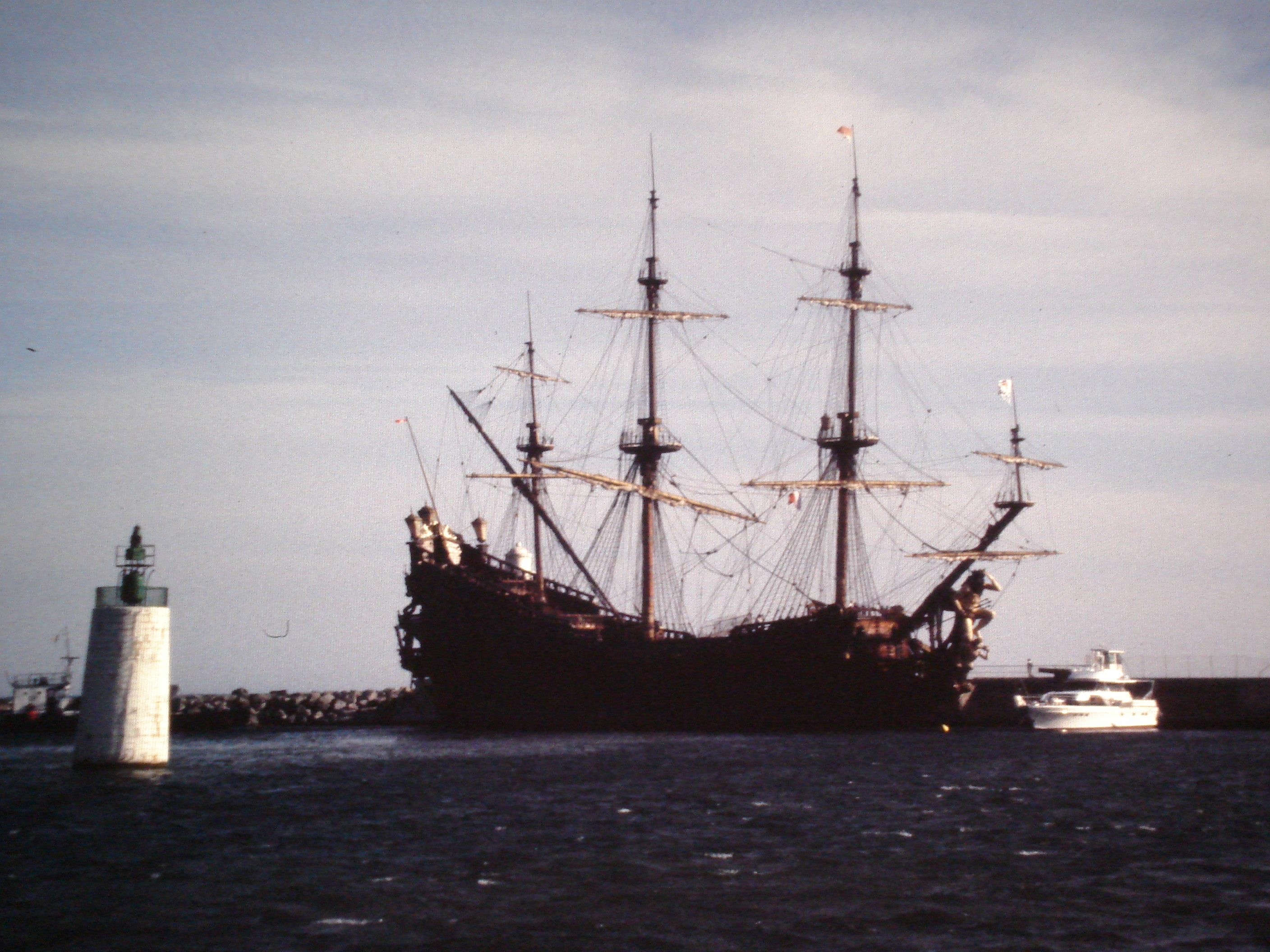
Polański galleonja, a Neptune Cannes-ban (1986).

A televíziós jelenlét kezdett egyre nagyobb teret nyerni, amit a filmesek ki is használtak. Polański úgy horgonyoztatta le a kikötőben új filmje, a Kalózok forgatásához épített 1:1 léptékű galleont, hogy az a Croisette minden pontjáról jól látható legyen. Ingyen reklámot biztosított az is, hogy A smaragd románca című kalandfilm sikerpárosával, Michael Douglasszel és Kathleen Turnerrel éppen a fesztiválvárosban forgattak jeleneteket A Nílus gyöngye alkotói.

## Zsűri

### Versenyprogram
- Sydney Pollack (filmrendező – Amerikai Egyesült Államok) – a zsűri elnöke
- Alexandre Minouchkine filmproducer –  Franciaország
- Charles Aznavour művész –  Franciaország
- Danièle Thompson forgatókönyvíró –  Franciaország
- Lino Brocka filmrendező –  Fülöp-szigetek
- Philip French filmkritikus –  Egyesült Királyság
- Sonia Braga színésznő –  Brazília
- Szabó István filmrendező –  Magyarország
- Tonino Delli Colli, operatőr –  Olaszország
- Trauner Sándor, díszlettervező –  Franciaország

### Arany Kamera
- Anne Fichelle, a Louis Lumière Iskola munkatárs –  Franciaország
- Christophe Ghristi, filmkedvelő –  Franciaország
- Eva Zaoralova, filmkritikus –  Csehszlovákia
- Ivan Starcevic, újságíró –  Jugoszlávia
- Lawrence Kardish, filmkedvelő –  Amerikai Egyesült Államok
- Pierre Murat, filmkritikus –  Franciaország
- Serge Leroy, filmrendező –  Franciaország

## Hivatalos válogatás

### Nagyjátékfilmek versenye
- After Hours (Lidérces órák)[6] – rendező: Martin Scorsese
- Boris Godunov (Borisz Godunov) – rendező: Szergej Bondarcsuk
- Rosa Luxemburg[7] – rendező: Margarethe von Trotta
- Down by Law (Törvénytől sújtva) – rendező: Jim Jarmusch
- Eu Sei Que Vou Te Amar – rendező: Arnaldo Jabor
- Fool for Love (Szerelem bolondjai)[8] – rendező: Robert Altman
- Genesis – rendező: Mrinal Sen
- I Love You – rendező: Marco Ferreri
- La dernière image – rendező: Mohammed Lakhdar-Hamina
- Le lieu du crime (Ahol a bűn lakozik) – rendező: André Téchiné
- Max mon amour (Szerelmem, Max) – rendező: Osima Nagisza
- Mona Lisa – rendező: Neil Jordan
- Offret (Áldozathozatal) – rendező: Andrej Tarkovszkij
- Otello[9] – rendező: Franco Zeffirelli
- Pobre mariposa – rendező: Raúl de la Torre
- Runaway Train (Szökevényvonat) – rendező: Andrej Koncsalovszkij
- Tenue de soirée (Estélyi ruha) – rendező: Bertrand Blier
- The Fringe Dwellers (A nyomor rabjai) – rendező: Bruce Beresford
- The Mission (A misszió) – rendező: Roland Joffé
- Thérèse (Thérese története)[10] – rendező: Alain Cavalier

### Nagyjátékfilmek versenyen kívül
- A Matter of Life and Death (Diadalmas szerelem)[6] – rendező: Michael Powell és Emeric Pressburger
- Absolute Beginners (Abszolút kezdők) – rendező: Julien Temple
- Don Quijote de Orson Welles[2] – rendező: Orson Welles
- El amor brujo (Bűvös szerelem) – rendező: Carlos Saura
- Hannah and Her Sisters (Hannah és nővérei) – rendező: Woody Allen
- Pirates (Kalózok) – rendező: Roman Polański
- Precious Images – rendező: Chuck Workman
- T'as de beaux escaliers tu sais… – rendező: Agnès Varda
- The Color Purple (Bíborszín) – rendező: Steven Spielberg
- Un homme et une femme, 20 ans déjà (Egy férfi és egy nő 20 év múlva) – rendező: Claude Lelouch

### Un Certain Regard
- A Girl's Own Story (Egy lány története) – rendező: Jane Campion
- Backlash – rendező: Bill Bennett
- Belizaire the Cajun – rendező: Glen Pitre
- Burke & Wills – rendező: Graeme Clifford
- Coming Up Roses – rendező: Stephen Bayly
- Das Zweite Schraube-Fragment – rendező: Walter Andreas Christen
- Desert Bloom (Sivatagi felhő) – rendező: Eugene Corr
- Krysař – rendező: Jiří Bárta
- Laputa – rendező: Helma Sanders-Brahms
- Ningen no jakuszoku – rendező: Josida Josisige
- Passionless Moments (Oda a szenvedély) – rendező: Jane Campion és Gerard Lee
- Rih essed – rendező: Nouri Bouzid
- Salomè (Salome) – rendező: Claude d'Anna
- Shtei Etzbaot Mi'Tzidon – rendező: Eli Cohen
- Tuntematon sotilas (Az ismeretlen katona) – rendező: Rauni Mollberg
- Two Friends (Két barátnö) – rendező: Jane Campion
- Wohin und zurück – rendező: Welcome in Vienna – rendező: Axel Corti
- Za kude putuvate (Hová utazik?) – rendező: Rangel Vulchanov
- Zsi csu (日出, Ri chu) – rendező: Jü Pen-cseng (于本正, Yu Ben-zheng)

### Rövidfilmek versenye
- 15 août – rendező: Nicole Garcia
- An Exercise in Discipline – Peel[11] (Lecke fegyelemből) – rendező: Jane Campion
- A szél – Varga Csaba
- Dry Noodles – rendező: Dan Collins
- Gajduk (Гaйдyk) – rendező: Leonid Gorohov és Jurij Kacap
- Łagodna – rendező: Piotr Dumała
- Les petites magiciennes – rendező: Vincent Mercier és Yves Robert
- Les petits coins – rendező: Pascal Aubier
- Miroir d'ailleurs – rendező: Willy Kempeneers
- Question d'optiques – rendező: Claude Luyet
- Quinoscopio 1 – rendező: Juan Padrón
- Street of Crocodiles (A krokodilusok utcája) – rendező: Stephen Quay és Timothy Quay
- Turbo concerto – rendező: Martin Barry

## Párhuzamos rendezvények

### Kritikusok Hete
- 40 Quadratmeter Deutschland – rendező: Tevfik Baser
- Devil in the Flesh – rendező: Scott Murray
- Esther – rendező: Amos Gitai
- Faubourg Saint-Martin – rendező: Jean-Claude Guiguet
- La donna del traghetto – rendező: Amedeo Fago
- San Antoñito (Szentebb a szentnél) – rendező: Pepe Sánchez
- Sleepwalk – rendező: Sara Driver

### Rendezők Kéthete
- Cactus (Kaktusz)[6] – rendező: Paul Cox
- Dancing in the Dark (Tánc az éjben) – rendező: Leon Marr
- Defence of The Realm (A birodalom védelme) – rendező: David Drury
- Il diavolo in corpo (A test ördöge) – rendező: Marco Bellocchio
- Giovanni Senzapensieri (Habókos Giovanni) – rendező: Marco Colli
- Golden Eighties (Azok a dicsőséges nyolcvanas évek) – rendező: Chantal Akerman
- Komikku zaszsi nanka iranai – rendező: Takita Jodzsiro
- Le déclin de l’empire américain (Az amerikai birodalom hanyatlása)[4] – rendező: Denys Arcand
- Ópera do Malandro – rendező: Ruy Guerra
- Osobisty pamietnik grzesznika… przez niego samego spisany (A zaragozai kézirat) – rendező: Wojciech Jerzy Has
- Csing csun csi (青春祭, Qing chun ji) – rendező: Csang Nuan-hszin (张暖忻, Zhang Nuanxin)
- Schmutz – rendező: Paulus Manker
- She’s Gotta Have It (Nola darling) – rendező: Spike Lee
- Sid And Nancy (Sid és Nancy) – rendező: Alex Cox
- Szorekara (Azután) – rendező: Morita Josimicu
- Tarot – rendező: Rudolf Thome
- Visszaszámlálás – rendező: Erdőss Pál
- Working Girls – rendező: Lizzie Borden

## Díjak

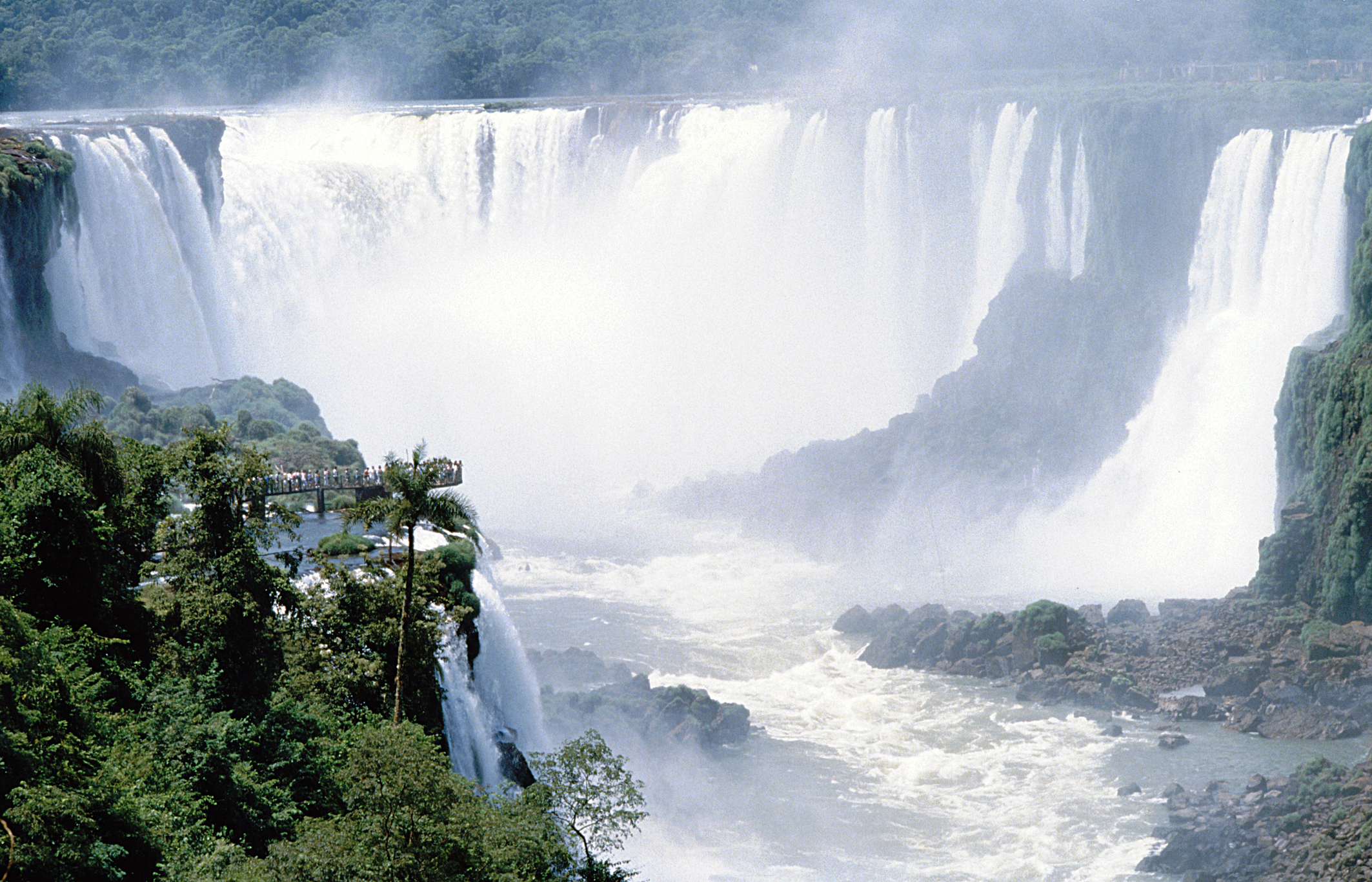
Az Arany Pálma díjas és CST-nagydíjas film történetének lenyűgöző helyszíne: az Iguazú folyó vízesés feletti szakasza.

### Nagyjátékfilmek
- Arany Pálma: The Mission (A misszió)[6] – rendező: Roland Joffé
- A zsűri külön nagydíja: Offret (Áldozathozatal) – rendező: Andrej Tarkovszkij
- A zsűri díja: Thérèse (Thérese története)[10] – rendező: Alain Cavalier
- Legjobb rendezés díja: After Hours (Lidérces órák) – rendező: Martin Scorsese
- Legjobb női alakítás díja:
  - Barbara Sukowa – Die Geduld der Rosa Luxemburg (Rosa Luxemburg)
  - Fernanda Torres – Eu Sei Que Vou Te Amar
- Legjobb férfi alakítás díja:
  - Bob Hoskins – Mona Lisa
  - Michel Blanc – Tenue de soirée (Estélyi ruha)
- Legjobb művészi hozzájárulás díja: Offret (Áldozathozatal) – fényképezte: Sven Nykvist

### Rövidfilmek
- Arany Pálma (rövidfilm): An Exercise in Discipline – Peel[11] (Lecke fegyelemből) – rendező: Jane Campion
- A zsűri díja (animációs rövidfilm): Gajduk (Гaйдyk) – rendező: Leonid Gorohov és Jurij Kacap
- A zsűri díja (fikciós rövidfilm): Les petites magiciennes – rendező: Vincent Mercier és Yves Robert

### Arany Kamera
- Arany Kamera: Noir et Blanc[12] – rendező: Claire Devers

### Egyéb díjak
- FIPRESCI-díj: Offret (Áldozathozatal) – rendező: Andrej Tarkovszkij
- Technikai nagydíj: The Mission (A misszió) – rendező: Roland Joffé
- Ökumenikus zsűri díja: Offret (Áldozathozatal) – rendező: Andrej Tarkovszkij
- Ökumenikus zsűri külön dicsérete: Thérèse (Thérese története)[10] – rendező: Alain Cavalier
- Ifjúság díja külföldi filmnek: She’s Gotta Have It (Nola darling)[13] – rendező: Spike Lee
- Ifjúság díja francia filmnek: High Speed[12] – rendező: Monique Dartonne és Michel Kaptur